# Deutsche Saatveredelung

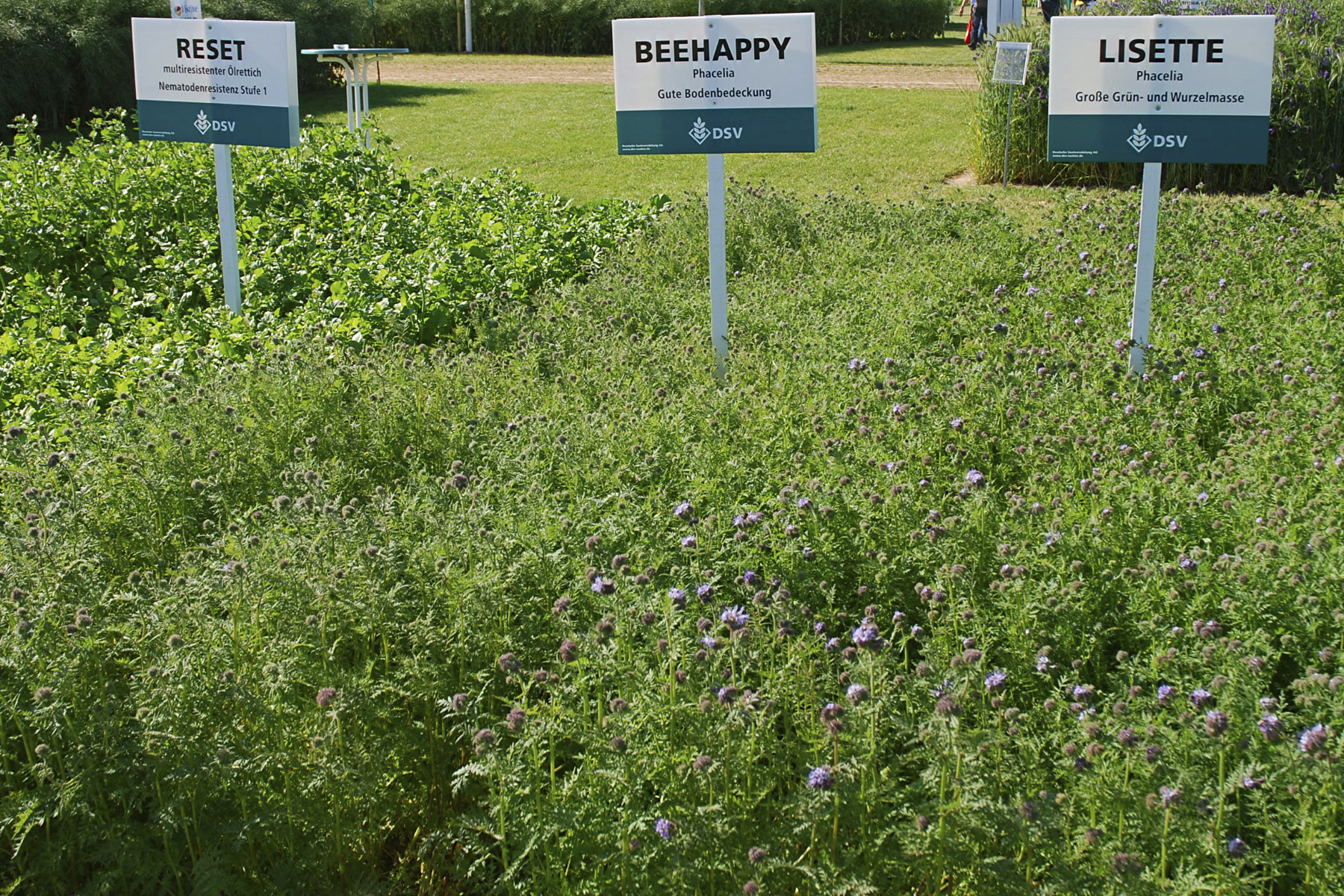
Verschiedene Ölrettich- und Phaceliasorten der DSV

Die Deutsche Saatveredelung AG (DSV) ist eines der führenden deutschen Pflanzenzuchtunternehmen mit Sitz in Lippstadt. Züchtung, Produktion und Vertrieb von Saatgut sowie Beratung ist das Ziel des Unternehmens. Der Schwerpunkt liegt auf den Kulturen Gräser, Raps und Getreide.
Dazu verfügt die DSV über eigene inländische und ausländische Pflanzenzuchtstationen und arbeitet eng im Verbund mit Partnerunternehmen. Laut eigenen Angaben wurden im Jahr 2011 auf 20 % der deutschen Weizenflächen DSV-Sorten angebaut.

## Besondere Produkte
- Die 2008 zugelassene Wintergerstensorte Yokohoma war die erste, die gegen den Gelbmosaikvirus-Typ 2 resistent ist und dabei gleichzeitig vom Bundessortenamt mit der Ertragsnote 8/8 eingestuft werden konnte.[3]
- Mit der Sorte Akteur hatte man im Jahr 2009 einen Marktanteil von 73 % im E-Weizen-Segment.[4] Sie wurde 2010 auf rund 4000 Hektar Vermehrungsfläche angebaut[5]
- Das Unternehmen vertreibt Saatmischungen für die Direktsaat.[6]

## Unternehmensgröße
Das Unternehmen hatte 2022/2023 einen Umsatz von 264,5 Mio. Euro (+10 % zum Vorjahr) und ca. 800 Mitarbeiter.
Das Unternehmen wurde 1923 gegründet. Rund 900 Aktionäre, in der Hauptsache Landwirte und Mitarbeiter, halten heute das Stammkapital der DSV, wobei der Anteil auf 10 % je Aktionär begrenzt ist. Insgesamt wurden über 60.000 Tonnen Saatgut im Wirtschaftsjahr 2022/23 von der DSV und ihren Partnern vertrieben.

## Beteiligungen & Kooperationen
Zum Unternehmen zählen neben der Zentrale in Lippstadt verschiedene Saatzuchtstationen, eine Versuchsstation, zahlreiche Prüfstellen sowie ein flächendeckendes, regional verteiltes Zweigstellen- und Beratungsnetz mit eigenen Aufbereitungsanlagen, Saatgutlager- und Vertriebseinrichtungen.
Mehr als 1.00 Saatgutvermehrer produzieren im Vertragsanbau DSV Saatgut auf einer Fläche von über 40.000 ha.

### Marktanteile
Fast 44 % des DSV Warenumsatzes macht das Gräsergeschäft aus. Dazu gehören Futter- und Rasengräser, die als Einzelkomponenten oder Mischungen vertrieben werden. Der DSV-Marktanteil im deutschen Rapssaatenmarkt konnte auf rund 12 Prozent gesteigert werden. Im deutschen Getreidebereich besitzt man rund 15 % der Vermehrungsfläche. DSV ist der erfolgreichste Winterweizenzüchter Deutschlands mit 11.100 ha Vermehrungsfläche.

### Inländische Beteiligungen
| Firma                             | Tätigkeitsfeld                                                            |
| --------------------------------- | ------------------------------------------------------------------------- |
| Rapool-Ring GmbH                  | Vermarktung von Rapssorten                                                |
| I.G. Pflanzenzucht GmbH           | Vermarktung von Getreidesorten                                            |
| Euro Grass Breeding GmbH & Co. KG | Züchtung von Futter- und Rasengräsern und kleinkörnigen Futterleguminosen |
| Saaten-Union Biotec GmbH          | Service und Forschung für die Züchtung                                    |
| German Seed Alliance              | Kooperation in Forschung und internationalem Vertrieb                     |

### Ausländische Beteiligungen
Die DSV unterhält im In- und Ausland wesentliche Beteiligungen an namhaften Unternehmen der Saatgutbranche und hat 100%ige Tochterunternehmen in Argentinien, Dänemark, Frankreich, Großbritannien, Kanada, den Niederlanden, Polen und in der Ukraine. Zur DSV Gruppe gehören folgende Unternehmen, die vollständig in den Konzernabschluss einbezogen werden:
- Deutsche Saatveredelung AG, Lippstadt (Mutterunternehmen)
- DSV France S.a.r.l., Terminiers/Frankreich
- DSV Frø Danmark A/S, Holstebro/Dänemark
- DSV Polska Sp.z o.o., Wagrowiec/Polen
- DSV United Kingdom Ltd., Wardington/Großbritannien
- TOV “DSV-Ukraina”, Kiew/Ukraine
- DSV zaden Nederland B.V., Ven Zelderheide/Niederlande
- DSV Northstar Ltd., Kanada.[15]
- Außerdem wird die DL Seeds Inc., Stanley/Kanada anteilsmäßig in den Konzernabschluss einbezogen. ==

## Mitgliedschaften
Die DSV ist aktives Mitglied in den berufsständischen Organisationen. So gehört sie u. a. dem Bundesverband Deutscher Pflanzenzüchter e.V. (BDP), der Gemeinschaft zur Förderung der privaten deutschen Pflanzenzüchtung e.V. (GFP), der Deutschen Landwirtschafts-Gesellschaft e.V. (DLG) und der Union zur Förderung von Oel- und Proteinpflanzen e.V. (UFOP) an.
International ist die DSV auch in den entsprechenden Organisationen der Saatgutbranche vertreten, so in der International Seed Federation (ISF) und der European Seed Association (ESA).
Das Unternehmen ist Fördermitglied der GKB (Gesellschaft für konservierende Bodenbearbeitung e. V.)

## Kritik
Laut BUND sind im Rapssaatgut des DSV bereits 2007 Rückstände genmanipulierter Samen festgestellt worden. Die DSV forderte allerdings eine B-Probe.

## Belege
1. ↑  Agripool.de (Memento vom 3. Dezember 2010 im Internet Archive)
2. ↑  DSv über Marktanteil bei Weizen (Memento des Originals vom 4. Juli 2017 im Internet Archive)  Info: Der Archivlink wurde automatisch eingesetzt und noch nicht geprüft. Bitte prüfe Original- und Archivlink gemäß Anleitung und entferne dann diesen Hinweis.
3. ↑  proplanta.de mit Bericht über Wintergerste Yokohoma
4. ↑  DSV Broschüre, Seite 6 (Seite nicht mehr abrufbar, festgestellt im April 2018. Suche in Webarchiven)  Info: Der Link wurde automatisch als defekt markiert. Bitte prüfe den Link gemäß Anleitung und entferne dann diesen Hinweis.
5. ↑  Wochenblatt.com (Seite nicht mehr abrufbar, festgestellt im April 2019. Suche in Webarchiven)  Info: Der Link wurde automatisch als defekt markiert. Bitte prüfe den Link gemäß Anleitung und entferne dann diesen Hinweis.
6. ↑  Archivierte Kopie (Memento vom 3. März 2016 im Internet Archive)
7. ↑  DSV | DSV auf einen Blick. Abgerufen am 14. Dezember 2023.
8. ↑   (Seite nicht mehr abrufbar, festgestellt im April 2018. Suche in Webarchiven)  Info: Der Link wurde automatisch als defekt markiert. Bitte prüfe den Link gemäß Anleitung und entferne dann diesen Hinweis.
9. ↑  100 Jahre Deutsche Saatveredelung AG. Abgerufen am 14. Dezember 2023.
10. ↑  Mitglieder diskutieren über Saatgut. In: volksfreund.de. 27. Februar 2012, abgerufen am 18. Februar 2024.
11. ↑  100 Jahre Deutsche Saatveredelung AG. Abgerufen am 14. Dezember 2023.
12. ↑   (Seite nicht mehr abrufbar, festgestellt im April 2018. Suche in Webarchiven)  Info: Der Link wurde automatisch als defekt markiert. Bitte prüfe den Link gemäß Anleitung und entferne dann diesen Hinweis.
13. ↑  Pressemitteilung DSV (Seite nicht mehr abrufbar, festgestellt im April 2018. Suche in Webarchiven)  Info: Der Link wurde automatisch als defekt markiert. Bitte prüfe den Link gemäß Anleitung und entferne dann diesen Hinweis.
14. ↑  Deutsche Saatveredelung behauptet Platz 1 bei Winterweizen. In: proplanta.de. 2. März 2024, abgerufen am 2. März 2024.
15. ↑  DSV | Deutsche Saatveredelung steigert Umsatz und Ergebnis erneut deutlich. Abgerufen am 14. Dezember 2023.
16. ↑  Maßnahmen der GKB zur Förderung der konservierenden Bodenbearbeitung und Direktsaat, S. 13
17. ↑  Archivierte Kopie (Memento des Originals vom 7. Januar 2017 im Internet Archive)  Info: Der Archivlink wurde automatisch eingesetzt und noch nicht geprüft. Bitte prüfe Original- und Archivlink gemäß Anleitung und entferne dann diesen Hinweis.
18. ↑  http://www.agrarheute.com/deutsche-saatveredelung-fordert-b-probe-gvo-verdachts@1@2Vorlage:Toter+Link/www.agrarheute.com+(Seite+nicht+mehr+abrufbar,+festgestellt+im+April+2018.+Suche+in+Webarchiven) Datei:Pictogram+voting+info.svg Info:+Der+Link+wurde+automatisch+als+defekt+markiert.+Bitte+prüfe+den+Link+gemäß+Anleitung+und+entferne+dann+diesen+Hinweis.

Koordinaten: 51° 40′ 12,9″ N, 8° 21′ 30,9″ O